# Pemuco
Pemuco este un târg și comună din provincia Ñuble, regiunea Bío Bío, Chile, cu o populație de 8.300 locuitori (2012) și o suprafață de 562,7 km2.